# انتخابات الرئاسة الفرنسية 1958
انتخابات الرئاسة الفرنسية 1958 هي انتخابات رئاسية فرنسية التي جرت في 21 ديسمبر 1958، لانتخاب رئيس الجمهورية الفرنسية، فاز بالانتخابات شارل ديغول.

## المرشحين
| المرشح           | الحزب | عدد الأصوات |
| ---------------- | ----- | ----------- |
| شارل ديغول       |       |             |
| Georges Marrane ‏ |       |             |
| Albert Châtelet ‏ |       |             |